# 萬斯伯勒 (緬因州普查規定居民點)
萬斯伯勒（英語：Vanceboro）是位於美國緬因州華盛頓縣的一個普查規定居民點。

## 人口
根據2020年美國人口普查的數據，萬斯伯勒的面積為2.14平方千米，當中陸地面積為1.86平方千米，而水域面積為0.27平方千米。當地共有人口94人，而人口密度為每平方千米43.93人。